# Friedrich Döbig

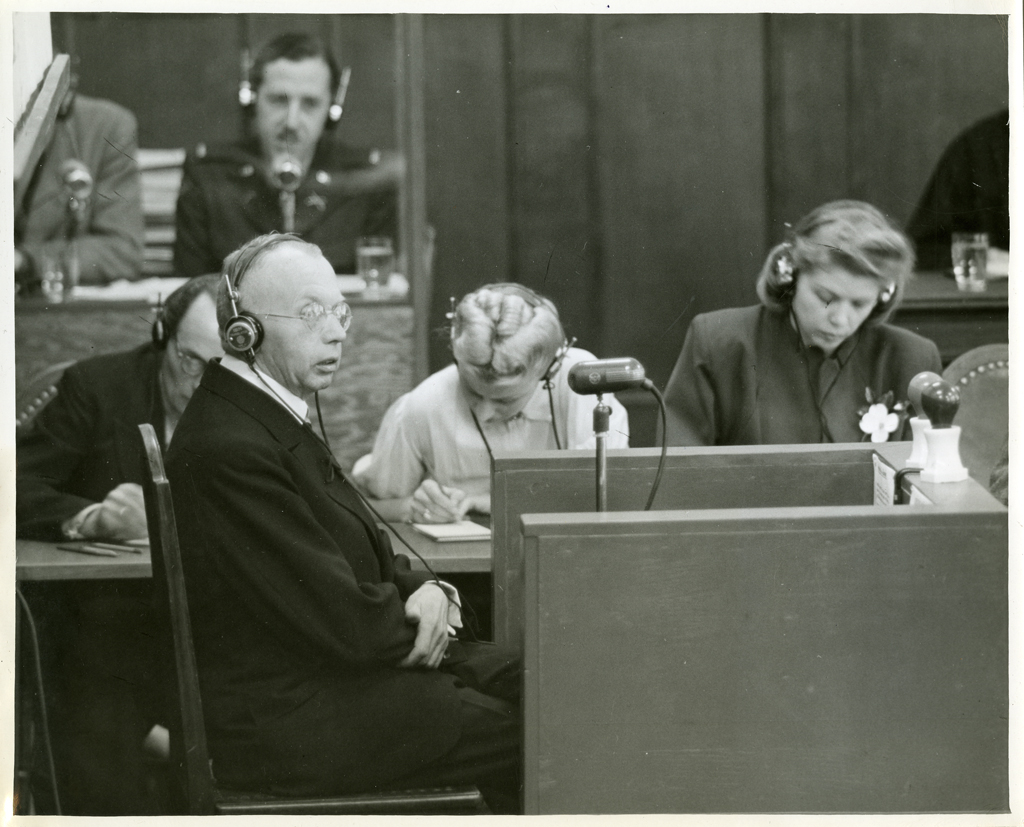
Friedrich Döbig während seiner Aussage im Nürnberger Juristen-Prozess am 9. April 1947

Friedrich August Döbig (* 5. März 1887 in Nördlingen; † 3. Juni 1970 in Nürnberg) war Senatspräsident am Reichsgericht und nach 1945 Senatspräsident am Oberlandesgericht Nürnberg. Er war Teilnehmer der Berliner Konferenz, auf der 1941 hochrangige Juristen über die laufende Aktion T4 unterrichtet wurden.

## Leben
Der Sohn eines Schuhmachermeisters legte 1906 am Gymnasium bei St. Anna in Augsburg das Abitur ab. Nach dem Studium der Rechtswissenschaften an den Universitäten München und Erlangen legte er 1911 die erste juristische Staatsprüfung mit „bestanden“ ab. Bis 1914 war er Referendar. Von 1915 bis 1918 nahm er am Ersten Weltkrieg teil, zuletzt im Rang eines Leutnants der Reserve. Die zweite juristische Prüfung bestand er 1920 mit „gut“. Im selben Jahr wurde er Gerichtsassessor und Mitte des Jahres III. Staatsanwalt in Augsburg. 1922 wurde er in das Staatsministerium der Justiz abgeordnet. 1923 erfolgte die Beförderung zum Amtsgerichtsrat, 1925 zum I. Staatsanwalt unter Weiterverwendung im Justizministerium. 1927 wurde er zum Oberamtsrichter in Sonthofen ernannt. 1929 wurde er Landgerichtsrat und wieder im Justizministerium tätig und wurde sieben Monate später Oberregierungsrat. 
Am Neujahrstag 1933 wurde Döbig Ministerialrat. Er war seit 1. Dezember 1933 Förderndes Mitglied der SS und 1933/34 im Ministerium Strafrechtsreferent. In den Tagen der Junimorde 1934 versuchte er die Exekutionsorder gegen Ernst Röhm und die Führungsriege der SA, die im Gefängnis in München-Stadelheim einsaßen, durch Standgerichte zu legalisieren. Im Zuge der „Gleichschaltung“ musste Personal der Ministerialebene abgebaut werden, und so kam er am 1. April 1935 als Oberlandesgerichtsrat nach Nürnberg. Im Monat Juli wurde er Generalstaatsanwalt am Oberlandesgericht Nürnberg. Da er für die strafrechtliche Aufarbeitung nationalsozialistischer Krawalle in Franken (bspw. der Pogrom in Gunzenhausen) zuständig war, sagte er später, dass die Gauleitung in Franken sich gegen seine Ernennung gesträubt habe. Zum 1. Mai 1937 trat er der NSDAP bei (Mitgliedsnummer 4.103.962), er war zudem Mitglied im NS-Rechtswahrerbund und der NSV. Am 1. Oktober 1937 wurde Döbig zum Oberlandesgerichtspräsident in Nürnberg ernannt. Anlässlich der Ernennung beurteilte ihn die NSDAP, Gau München-Oberbayern, Amt für Beamte, als „ein[en] äußerst angenehme[n] Vorgesetzte[n], gegenüber Untergebenen taktvoll und zuvorkommend. Gegen seine politische Zuverlässigkeit bestehen keine Bedenken“.

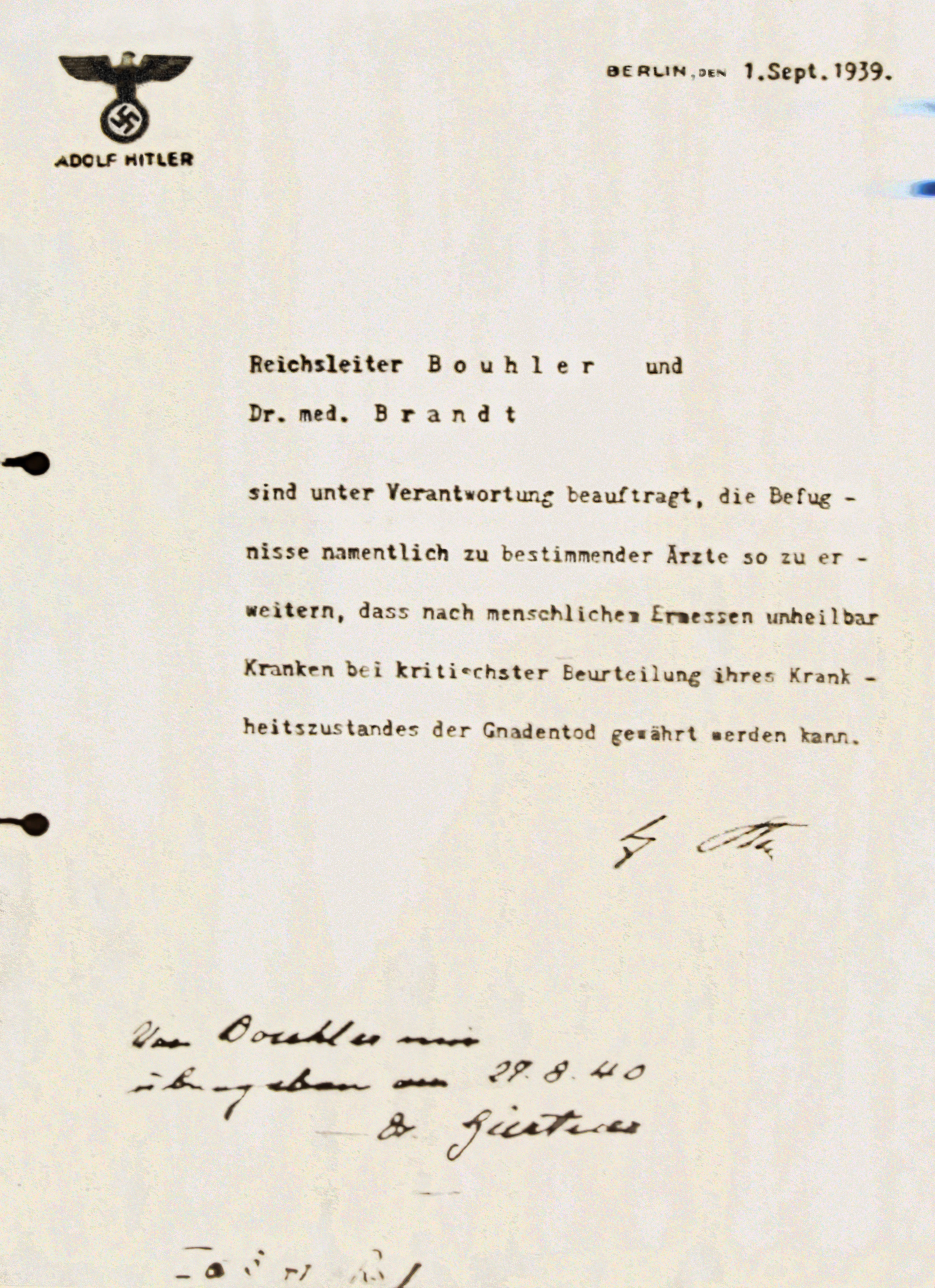
Rückdatiertes Ermächtigungsschreiben Hitlers für die „Aktion Gnadentod“, nach dem Krieg als „Aktion T4“ bezeichnet

In seiner Eigenschaft als Oberlandesgerichtspräsident nahm Döbig an der Tagung der höchsten Juristen des Deutschen Reiches am 23. und 24. April 1941 in Berlin teil, bei der Viktor Brack und Werner Heyde über die „Vernichtung lebensunwerten Lebens“ in den Gaskammern der Aktion T4 informierten.
In die Amtszeit fällt Oswald Rothaugs Todesurteil gegen den 68-jährigen Juden Leo Katzenberger am 14. März 1942 wegen angeblicher „Rassenschande nach dem Blutschutzgesetz in Verbindung mit der Verordnung gegen Volksschädlinge“. Das Urteil spielte nach 1945 eine Rolle im Nürnberger Juristenprozess. Döbig sagte nach Kriegsende als Zeuge im Prozess gegen Rothaug und Rudolf Oeschey aus. In dem Prozess kam eine Mitteilung Oescheys vom Dezember 1942 an den stellvertretenden Gauleiter Holz über Döbig zur Sprache, in der gegen Döbig viele Beschuldigungen erhoben wurden, weil er gegen ihm unterstellte Beamte, die die Maßnahmen gegen Juden und Polen nicht ausführten, nichts unternahm. Oeschey erwiderte, diese Beschuldigungen seien aus einem Brief abgeschrieben worden, den ihm der Angeklagte Rothaug vorgelegt hatte. Holz betrieb mit der Übermittlung des Berichts an Reichsjustizminister Thierack im Januar 1943 die Abberufung Döbigs. Einige Zeit später wurde er offiziell für politisch unzuverlässig erklärt. Daraufhin wurde Döbig am 1. Juli 1943 zum Senatspräsidenten des IV. Strafsenats des Reichsgerichts ernannt. Döbig sah in seiner Versetzung eine Intrige Rothaugs, der sich für Döbigs Versuche gerächt habe, Rothaug in den Osten zu befördern. Er blieb am Reichsgericht bis 1945. Im April 1945 befand er sich in Erlangen.
Von November 1945 bis Ende 1947 war er Bauhilfsarbeiter in Nürnberg. 1948 wurde Döbig im Spruchkammerverfahren in Gruppe V als Entlasteter eingestuft. Am 1. August 1948 kam er als Oberlandesgerichtsrat wieder nach Nürnberg und 13 Monate später wurde er Senatspräsident am Oberlandesgericht Nürnberg. Er trat 1955 in den Ruhestand. 1965 beantragte Fritz Bauer die Eröffnung der Voruntersuchung gegen die Teilnehmer der Tagung vom April 1941. Daher musste sich Döbig einer Vernehmung wegen mutmaßlicher Beihilfe zum Massenmord durch Unterlassung stellen. Wegen angeblicher dauernder Verhandlungsunfähigkeit wurde er am 12. Februar 1969 außer Verfolgung gesetzt.

## Ehrungen
- Treudienst-Ehrenzeichen I. Stufe
- Kriegsverdienstkreuz II. Klasse

## Schriften
- Dr. Friedrich von Ringelmann, S. 579; Karl Christoph Freiherr von Mulzer, S. 649, in: Die Königlich Bayerischen Staatsminister der Justiz, Bd. 1, München 1931.